# 黄讷亭
黄讷亭（1902年3月9日—1972年2月16日），民国初年北京名媛，曾在奉系军阀及北洋政府任职，并曾是美国剧作家娜塔莉·巴尼的随行人员及情人，二战期间被纳粹关入拉文斯布吕克集中营，二战后曾与比利时歌手内莉·穆塞-福斯移居委内瑞拉，后因病返回比利时生活，并最终在布鲁塞尔逝世。
黄讷亭出生于西班牙马德里，父亲是清朝驻西班牙外交官黄履和，母亲是比利时人，妹妹黄玛赛后来成为西班牙作家。

## 生平

### 儿时生活

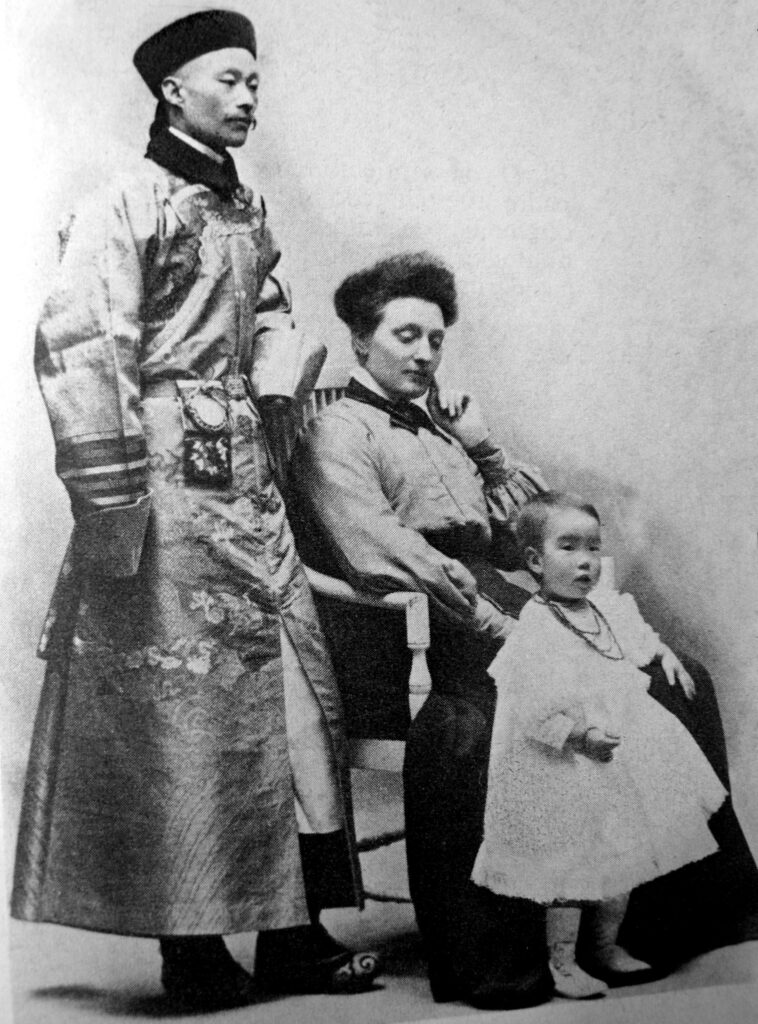
黄履和与家人合影

1902年3月9日，黄讷亭出生于西班牙首都马德里，父亲黄履和是中国驻西班牙外交官，母亲朱丽叶·布鲁塔-吉利亚尔是比利时人。因《西班牙民法典》对新生儿的国籍实行血统主义，而按照《比利時國籍法》当时的规定仅新生儿的父亲为比利时国籍时方可获得该国国籍，因此黄讷亭自出生便为中国国籍。黄讷亭的舅舅胡利奥·布鲁塔是一位翻译、作家和记者，长期在欧美报纸担任西班牙政治和社会生活专栏作家。1902年6月5日，黄讷亭在马德里的皮拉尔圣母教堂内受洗。
1904年，因父亲黄履和的工作调动，黄讷亭全家迁居古巴哈瓦那。1905年，黄讷亭的妹妹黄玛赛在哈瓦那出生。不久，又因父亲工作调动，全家迁回马德里。大清国驻日斯巴尼亚使署位于马德里贝拉斯克斯街，但黄讷亭一家居住在马德里郊区休达利内亚尔的花园别墅中。黄讷亭姐妹在马德里并没有到学校读书，而是按照当时欧洲上流社会女孩教育的习俗，在家中由家庭教师教导，课程主要是家务管理、艺术培养、社交礼仪等等，除汉语和法语这两种父母的母语外，还学习了英语、德语和西班牙语:168。

### 返回中国

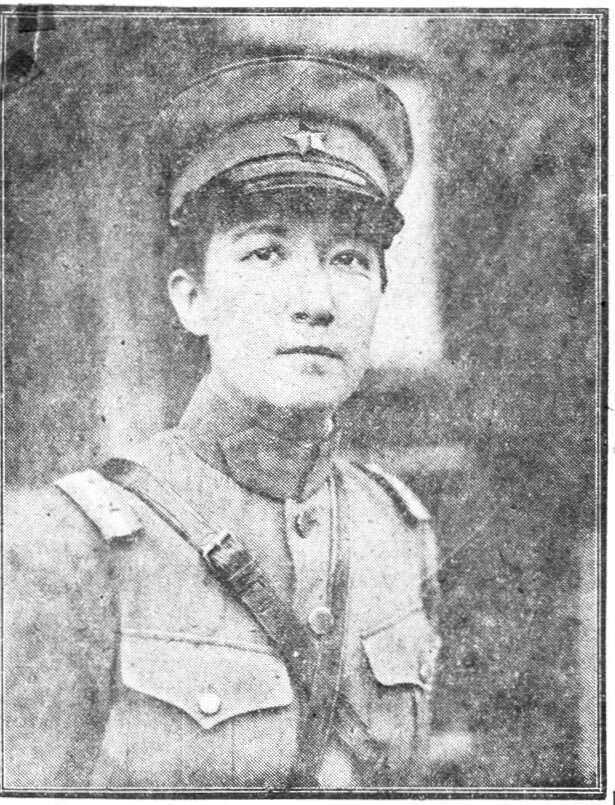
身着北洋军装的黄讷亭

1913年秋，时任中华民国驻日斯巴尼亚公使馆临时代办的黄履和被调回国，黄讷亭一家乘法国远洋航递公司的邮轮从马赛出发，经地中海、苏伊士运河、红海，横渡印度洋在斯里兰卡科伦坡换乘英国海轮，经新加坡、香港抵达上海，在上海修整2天后航行抵达天津，历时39天。1913年8月23日，黄讷亭一家抵达北京。回国述职的黄履和不久后被任命为外交部任职，在东总布胡同安家。黄讷亭姐妹回国后在法国人开办的圣心学堂读书:169-171。根据澳大利亚媒体在1936年末黄讷亭随贸易代表团访问英国时对其的采访，她在中国期间曾通过芝加哥汉密尔顿学院的法律专业函授学业并获得学位。黄讷亭姐妹活跃于北京的各个高档场所，参加跳舞、骑马、击球、开汽车等活动，是北京交际界的中心人物。
1921年，黄讷亭考入军校，毕业后成为北洋军中的一名上校。1925年，黄讷亭随中国政府派出的金融使团访问欧洲，并在巴黎学习驾驶飞机，回国后加入中国空军。根据黄讷亭1933年接受《巴黎午报》的采访，她曾以荣誉上校身份服役的军队隶属于山东军阀张宗昌。张宗昌为奉系军阀，1925年10月后开始拥有空军武装。
1926年，黄讷亭担任北洋政府财政总长潘复的机要秘书，负责与欧洲新闻界的关系。1926年，黄讷亭作为Lu Yiao将军所率中国政府财政调查使团的随员第一次访问英国。1926年秋，黄讷亭父亲黄履和因病在北京去世。根据1927年的报道，黄讷亭曾被出任总理的潘复提名为经济信息办公室新闻秘书，并曾被派遣到美国俄勒冈州开展交流工作。
1927年《星期画报》第75期刊登黄讷亭照片，介绍称其“博习方书，擅长交际，文名播海外，芳踪遍欧西。其尊人介卿先生，为外交界老前辈，故女士之学业以及一切娱乐方术，能得风气之先。中国妇女‘能卓然自立如女士者’其鲜也。”除北京外，黄讷亭姐妹也经常到天津参加舞会，侯福志《民国时期的天津跳舞场》一文将两姐妹列为天津城“最早的一批舞客”。在美籍日裔艺术家野口勇的传记《野口勇：东与西》（Noguchi East and West）中曾提到野口勇于1930年曾在中国与黄讷亭结识，野口勇描述其为“少帅张学良军中的漂亮中尉”。不过在1933年黄讷亭接受《巴黎午报》的采访中，自称1926年后已不再担任任何中国官方职务。

### 巴黎生活

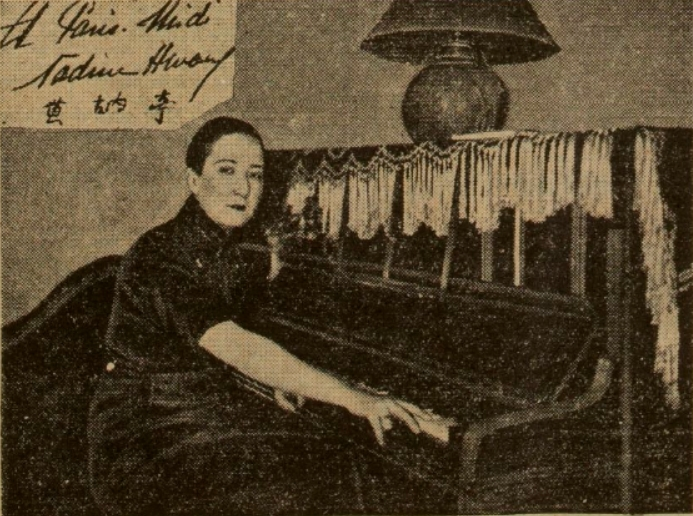
弹钢琴的黄讷亭，1933年刊发于巴黎报纸

1933年，黄讷亭迁居法国巴黎。到达巴黎后，黄讷亭拜访了当地妇女团体，就中国东北地区局势发表自己的看法，为宣传中国文化，黄讷亭曾在巴黎上台演戏。媒体称她“想让我们了解和爱她的祖国，神秘而古老的中国、文明的摇篮，我们西方人无法完全理解的微妙之处。中国找不到（比她）更优雅、更有魅力的大使，也找不到（比她）更忠于职守的大使。”《自由之声》1933年12月3日的一篇文章中称黄讷亭是“一个不寻常的女人”，曾在中国参加过战争，“目前在法国从事中法经济和文化领域的联络工作”。
1934年，黄讷亭成为侨居巴黎的美国剧作家娜塔莉·巴尼的随行人员，偶尔担任巴尼的司机，并成为巴尼的情人。巴尼定期组织文学沙龙，来自世界各地的一大群知识分子和艺术家齐聚巴尼的沙龙，其中不乏法国文学领军人物、英美现代主义者，也就是所谓“迷惘的一代”。黄讷亭也是这些沙龙的常客，她享受巴黎为她提供的波西米亚式生活。然而正如海伦娜·内拉（Helene Nera）的著作中提到的，因为她华人的身份，以及巴尼众多情人和仰慕者的嫉妒，黄讷亭遭受了令人窒息的种族主义歧视。在有关巴尼的众多传记中，黄讷亭常被提及，她被描述为“盗版”亚洲美女，或者被描述为易装癖者。
1940年，娜塔莉·巴尼为躲避纳粹影响逃到佛罗伦萨。黄讷亭则一直生活在巴黎，直至1944年被纳粹逮捕。

### 身陷集中营

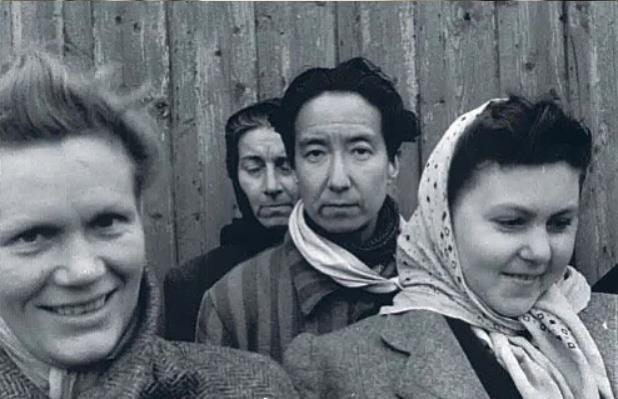
抵达马尔默的拉文斯布吕克集中营幸存者，中间的是黄讷亭

1944年，黄讷亭被纳粹逮捕，原因尚不清楚。1944年5月13日，纳粹运输囚犯的火车从巴黎东站出发，四天后包括黄讷亭在内的567名妇女被运抵菲尔斯滕贝格，最后被关进拉文斯布吕克集中营。黄讷亭在集中营的囚犯编号为“39239”，被要求佩戴代表政治犯的红色三角臂章。黄讷亭被迫为西门子公司从事强迫劳动。黄讷亭在集中营结识了雷切尔·克劳斯母女，她们是原本家住荷兰的英国人，当时女儿艾琳仅有九岁。根据艾琳·克劳斯的回忆，她母亲和黄讷亭都热爱诗歌，而她们母女是因黄讷亭的帮助才得以从集中营幸存。为了纪念黄讷亭，艾琳按约定给自己1971年出生的女儿起名叫“娜汀”（Nadine）。
1944年圣诞平安夜，比利时籍歌剧歌手内莉·穆塞-福斯（Nelly Mousset-Vos）作为集中营囚犯被安排在拉文斯布吕克集中营与法国囚犯一起唱圣诞颂歌。几首歌后，黄讷亭在黑暗中说了句“唱《蝴蝶夫人》的歌”，内莉随后演唱了该歌剧的《晴朗的一天》唱段。黄讷亭在内莉唱完后从暗处走出来亲吻了内莉，并对她说“上帝对我们很好。”根据内莉的日记，正是她与黄讷亭的这次相遇，以及她们这段恋情支撑她挺过集中营的恐怖，最终得以幸存下来。内莉被纳粹逮捕前曾作为古典歌手巡回演出，并曾发行唱片，表演曲目包括德彪西、米约、瓦格纳、普契尼等人的歌曲和咏叹调，战争期间曾担任抵抗纳粹活动的信使。1945年3月，内莉被送往毛特豪森集中营，两人被迫分离。
1945年4月28日，黄讷亭在“白色巴士行动”中被解救。“白色巴士行动”是瑞典红十字会和丹麦政府于1945年春开展的一项旨在营救纳粹控制地区的集中营囚犯并运至瑞典的行动。黄讷亭被“白色巴士”解救后被带到了瑞典南部城市马尔默，并在那里被瑞典新闻摄影师拍摄入这次营救活动的纪录片。

### 战后生活

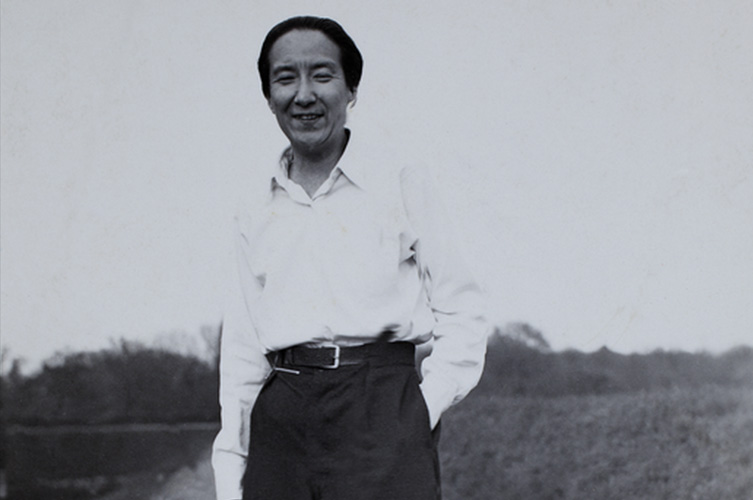
在马尔默的黄讷亭

刚到马尔默的黄讷亭身上伤痕累累，但她并没有接受护士的帮助，而是如其他人一样走路。红十字会在马尔默博物馆设立的检疫中心，获救的幸存者得到了由其馆长提供的食品和衣服等。
1944年夏天，黄讷亭获准可以离开瑞典，但她留在了欧洲。1945年，黄讷亭经瑞典移居比利时的布鲁塞尔，并开始与内莉同居。1940年代末，两人迁居南美洲委内瑞拉，并以表姐妹的身份在卡拉卡斯一起生活了二十年。内莉曾在比利时驻委内瑞拉大使馆工作，而黄讷亭则在加拉加斯一家银行的秘书处工作。黄讷亭的公寓经常成为朋友和熟人的聚会场所。据何塞·拉斐尔称黄讷亭“是一位出色的厨师，有着特别的优雅”，表演的中国舞动作非常细腻，有这出众的智慧和令人印象深刻的才能。1960年代，黄讷亭因一场疾病而大量服用药物，并在痊愈前又不幸中风。1969年，因黄讷亭健康状况恶化，与内莉返回欧洲生活。
1972年2月16日，黄讷亭病逝于比利时布鲁塞尔，后安葬于布鲁塞尔。1985年，内莉去世后被安葬在了布鲁塞尔的另一处墓地。

## 纪录片
瑞典人马格努斯·格滕在其2011年制作的《希望港》，2015年的《每一张脸都有一个名字》和2022年的《內莉與訥亭》三部纪录片中讲述了黄讷亭的生平。

## 备注
1. ↑  米格爾‧張回忆录中曾提到黄履和是原中国驻西班牙公使[3]，实际上黄履和并未担任该职，可参见条目“黄履和”
2. ↑  一说黄家的别墅位于拉斯班塔斯斗牛场附近的卡斯特拉街[4]
3. ↑  一说黄讷亭曾在马德里的使用西班牙语的学校上学[4]
4. ↑  也被记作“Lou-Yoh”[4][12]，中文名有待查证
5. ↑  应指1931年“九一八事变”后日本侵占中国东北